# Frans Verhoeven
Frans Verhoeven (nacido el 7 de noviembre de 1966 en Tilburg, Países Bajos) es un piloto holandés de motociclismo, especializado en los raid, motocross y enduro. Su último equipo fue Yamaha en 2016.
Destaca por su participación nueve veces en el Rally Dakar, carrera en la que ha conseguido un total de 4 victorias (2 en 2009, 1 en 2011 y 1 en 2013) y ha acabado 8.º en la general final en 2009 como mejor resultado.

## Trayectoria
De 1996 a 2005 corrió tan solo carreras en enduro.
En 2005 corrió su primer Rally Dakar. Terminó en una brillante 16.º plaza, convirtiéndose en el segundo amateur en la tabla de posiciones. En 2006 fue a menos. Tuvo muchos problemas mecánicos y tan solo pudo terminar en la 26.º posición en la general.
En 2007 lo hizo de nuevo. Él fichó por KTM como mochilero del exganador de la prueba, el francés Cyril Despres. Verhoeven realizó un excelente rally hasta su abandono y terminó varias veces en el top-10. En la clasificación general, que también fue brevemente en el top 10 hasta que tuvo problemas mecánicos y perdió una gran cantidad de lugares. En la duodécima etapa, cuando estaba en camino a la victoria de etapa se cayó y se luxó ambos hombros. Verhoeven así tuvo que abandonar.
En 2009 Verhoeven ganó en su segunda y octava etapa con la KTM y terminó en octavo general, su mejor resultado de siempre. Su victoria en la 11.ª etapa en 2010 fue anulada finalmente, porque otros pilotos recibieron una indemnización después de una designación ruta defectuosa. El holandés cambió de aires en 2011 fichando por BMW ganando una vez más una etapa, pero él ya había perdido 4,5 horas con. Finalmente, fue 16.º en los resultados finales. Durante ese año, además fue 4.º en el Rally de Marruecos.
Verhoeven en 2012 fichó por la marca francesa Sherco, sustituyendo al francés David Casteu. Sin embargo, volvió a realizar una gran carrera quedando 15.º. De nuevo fue 4.º en Marruecos. En 2013 regresó a Yamaha tras ocho años, obteniendo la victoria en la antepenúltima etapa (4.º suya en un Dakar) y acabando 9.º en la general. Ese mismo año acabó 10.º en el Rally de Marruecos y fue obligado al abandono en el Rally de Merzouga debido a problemas mecánicos.
Su buena racha se truncó en 2014, al tener que abandonar debido a una lesión en el hombro el Rally Dakar en la tercera etapa cuando marchaba 15.º en la general.
En 2015, completa un discreto Dakar acabando en la 15.º posición, aunque siendo un gran resultado si tenemos en cuenta sus 48 años.

## Resultados

### Rally Dakar
| Año     | Categoría | Vehículo | Posición | Etapas |
| ------- | --------- | -------- | -------- | ------ |
| 2005    | Motos     | Yamaha   | 16.º     | -      |
| 2006    | Motos     | Yamaha   | 26.º     | -      |
| 2007    | Motos     | KTM      | Ret.     | -      |
| 2009    | Motos     | KTM      | 8.º      | 2      |
| 2010    | Motos     | KTM      | Ret.     | 1      |
| 2011    | Motos     | KTM      | 16.º     | 1      |
| 2012    | Motos     | Sherco   | 15.º     | -      |
| 2013    | Motos     | Yamaha   | 9.º      | 1      |
| 2014    | Motos     | Yamaha   | Ret.     | -      |
| 2015    | Motos     | Yamaha   | 15.º     | -      |
| 2016    | Motos     | Yamaha   | 19.º     | -      |
| Fuente: |           |          |          |        |